# نفل إسطنبولي
النفل الإسطنبولي (باللاتينية: Trifolium constantinopolitanum) نوع نباتي من جنس النفل من الفصيلة البقولية.

## الموئل والانتشار
موطنه الأصلي بلاد الشام وتركيا واليونان وبلغاريا.

## مرادفات للاسم العلمي
- (باللاتينية: Trifolium alexandrinum var. phleoides (Boiss.) Boiss.)